# Statisticile Campionatului Mondial de Fotbal 2010
Acestea sunt statisticile Campionatului Mondial de Fotbal 2010 din Africa de Sud.

## Marcatori
Câștigătorul Ghetei de Aur a fost Thomas Müller. Dintre toți jucătorii, care au marcat cinci goluri în timpul Campionatului Mondial, Müller a dat cele mai multe pase.
| Jucător         | Națională     | GF | AST | MIN  |
| --------------- | ------------- | -- | --- | ---- |
| Thomas Müller   | Germania      | 5  | 3   | 473' |
| David Villa     | Spania        | 5  | 1   | 635' |
| Wesley Sneijder | Țările de Jos | 5  | 1   | 652' |

5 goluri
| - Thomas Müller (Germania) - Wesley Sneijder (Olanda) | - David Villa (Spania) | - Diego Forlán (Uruguay) |

4 goluri
| - Gonzalo Higuaín (Argentina) | - Miroslav Klose (Germania) | - Róbert Vittek (Slovacia) |

3 goluri
| - Luís Fabiano (Brazilia) - Asamoah Gyan (Ghana) | - Landon Donovan (Statele Unite) | - Luis Suárez (Uruguay) |

2 goluri
| - Carlos Tévez (Argentina) - Brett Holman (Australia) - Elano (Brazilia) - Robinho (Brazilia) - Samuel Eto'o (Camerun) | - Lee Chung-Yong (Coreea de Sud) - Lee Jung-Soo (Coreea de Sud) - Lukas Podolski (Germania) - Keisuke Honda (Japonia) - Javier Hernández (Mexic) | - Kalu Uche (Nigeria) - Arjen Robben (Olanda) - Tiago (Portugalia) - Andrés Iniesta (Spania) |

1 gol
| - Bongani Khumalo (Africa de Sud) - Katlego Mphela (Africa de Sud) - Siphiwe Tshabalala (Africa de Sud) - Jermain Defoe (Anglia) - Steven Gerrard (Anglia) - Matthew Upson (Anglia) - Martín Demichelis (Argentina) - Gabriel Heinze (Argentina) - Martín Palermo (Argentina) - Tim Cahill (Australia) - Juan (Brazilia) - Maicon (Brazilia) - Jean Beausejour (Chile) - Mark González (Chile) - Rodrigo Millar (Chile) - Didier Drogba (Coasta de Fildeș) - Salomon Kalou (Coasta de Fildeș) - Romaric (Coasta de Fildeș) - Yaya Touré (Coasta de Fildeș) - Ji Yun-Nam (Coreea de Nord) - Park Chu-Young (Coreea de Sud) - Park Ji-Sung (Coreea de Sud) - Gelson Fernandes (Elveția) - Nicklas Bendtner (Danemarca) | - Dennis Rommedahl (Danemarca) - Jon Dahl Tomasson (Danemarca) - Florent Malouda (Franța) - Cacau (Germania) - Arne Friedrich (Germania) - Marcell Jansen (Germania) - Sami Khedira (Germania) - Mesut Özil (Germania) - Kevin-Prince Boateng (Ghana) - Sulley Muntari (Ghana) - Dimitris Salpigidis (Grecia) - Vasilis Torosidis (Grecia) - Daniele De Rossi (Italia) - Antonio Di Natale (Italia) - Vincenzo Iaquinta (Italia) - Fabio Quagliarella (Italia) - Yasuhito Endō (Japonia) - Shinji Okazaki (Japonia) - Cuauhtémoc Blanco (Mexic) - Rafael Márquez (Mexic) - Winston Reid (Noua Zeelandă) - Shane Smeltz (Noua Zeelandă) - Yakubu Aiyegbeni (Nigeria) - Klaas-Jan Huntelaar (Olanda) | - Dirk Kuyt (Olanda) - Giovanni van Bronckhorst (Olanda) - Robin van Persie (Olanda) - Antolín Alcaraz (Paraguay) - Cristian Riveros (Paraguay) - Enrique Vera (Paraguay) - Hugo Almeida (Portugalia) - Liédson (Portugalia) - Raul Meireles (Portugalia) - Cristiano Ronaldo (Portugalia) - Simão (Portugalia) - Milan Jovanović (Serbia) - Marko Pantelić (Serbia) - Kamil Kopúnek (Slovacia) - Valter Birsa (Slovenia) - Robert Koren (Slovenia) - Zlatan Ljubijankič (Slovenia) - Carles Puyol (Spania) - Michael Bradley (Statele Unite) - Clint Dempsey (Statele Unite) - Edinson Cavani (Uruguay) - Álvaro Pereira (Uruguay) - Maxi Pereira (Uruguay) |

Autogoluri
- Daniel Agger (Danemarca) (împotriva Olandei)
- Park Chu-Young (Coreea de Sud) (împotriva  Argentinei)

## Scoruri
- Numărul total de goluri marcate: 145, incluzând 101 în faza grupelor
- Numărul mediu de goluri pe meci: 2.27
- Numărul total de hat-trickuri: 1 (Gonzalo Higuaín, Argentina)
- Numărul total de penaltiuri acordate: 15
- Numărul total de penaltiuri care au fost transformate: 9
- Cele mai multe goluri marcate de o echipă: 16 — Germania
- Cele mai multe goluri marcate individual: 5 — David Villa, Wesley Sneijder, Thomas Müller, Diego Forlán
- Cele mai multe pase date: 3 — Mesut Özil, Dirk Kuyt, Kaká, Bastian Schweinsteiger, Thomas Müller
- Cele mai multe goluri și pase: 8 — Thomas Müller
- Cele mai puține goluri marcate: 0 — Algeria, Honduras
- Cele mai multe goluri primite: 12 — Coreea de Nord
- Cele mai puține goluri primite: 1 — Portugalia, Elveția
- Cel mai bun golaveraj: +11 — Germania
- Cel mai slab golaveraj-11 — Coreea de Nord
- Cele mai multe goluri, meci, ambele echipe: 7 — Portugalia (7) și Coreea de Nord (0)
- Cele mai multe goluri, meci, o echipă: 7 — Portugalia împotriva Coreea de Nord
- Cele mai multe goluri, meci, echipa învinsă: 2 — Italia împotriva Slovacia (3); Uruguay împotriva Țările de Jos (3); Uruguay împotriva Germania (3)
- Victoria cu cea mai mare diferență de goluri: 7 — Portugalia 7–0 Coreea de Nord
- Cele mai multe meciuri fără gol primit: 5 — Spania
- Cele mai puține meciuri fără gol primit: 0 — Australia, Camerun, Danemarca, Grecia, Italia, Coreea de Nord, Nigeria, Slovacia, Africa de Sud
- Cele mai multe meciuri fără gol primit (după adversar): 3 — Algeria, Honduras, Paraguay, Portugalia
- Cele mai puține meciuri fără gol primit (după adversar): 0 — Italia, Coreea de Sud, Statele Unite
- Primul gol al turneului: Siphiwe Tshabalala pentru Africa de Sud împotriva Mexic
- Primul hat-trick al turneului: Gonzalo Higuaín pentru Argentina împotriva Coreea de Sud
- Cel mai rapid gol după fluierul de start : minutul 3 (2:38) — Thomas Müller pentru Germania împotriva Argentina
- Cel mai rapid gol marcat de o rezervă: minutul 2 — Cacau pentru Germania împotriva Australia, Rodrigo Millar pentru Chile împotriva Spania și Kamil Kopúnek pentru Slovacia împotriva Italia
- Golul marcat cel mai târziu într-un meci fără prelungiri: minutul 90+5 — Álvaro Pereira pentru Uruguay împotriva Africa de Sud
- Gol victoriei marcat cel mai târziu într+un meci fără prelungiri: 90+1 minute — Landon Donovan pentru Statele Unite împotriva Algeria
- Golul victoriei marcat cel mai târziu într-un meci cu prelungiri 116 minute — Andres Iniesta pentru Spania împotriva Țărilor de Jos
- Cele mai multe golri marcate de un jucător într-un meci: 3 — Gonzalo Higuaín pentru Argentina împotriva Coreea de Sud
- Autogoluri marcate: 2 — Park Chu-Young și Daniel Agger
- Cel mai bătrân marcator: 37 ani și 151 de zile — Cuauhtémoc Blanco pentru Mexic împotriva Franța
- Cel mai tânăr marcator: 20 ani și 273 de zile — Thomas Müller pentru Germania împotriva Australia

## Pase
Cei mai buni 12 pasatori.
| Nume                              | Echipa           | Pase |
| --------------------------------- | ---------------- | ---- |
| Dirk Kuyt (Țările de Jos)         | Țările de Jos    | 3    |
| Kaká (Brazilia)                   | Brazilia         | 3    |
| Mesut Özil (Germania)             | Germania         | 3    |
| Bastian Schweinsteiger (Germania) | Germania         | 3    |
| Thomas Müller (Germania)          | Germania         | 3    |
| Walter Gargano (Uruguay)          | Uruguay          | 2    |
| Ki Sung-Yong (Coreea de Sud)      | Coreea de Sud    | 2    |
| Arthur Boka (Coasta de Fildeș)    | Coasta de Fildeș | 2    |
| Robin van Persie (Țările de Jos)  | Țările de Jos    | 2    |
| Luis Suárez (Uruguay)             | Uruguay          | 2    |
| Xavi (Spania)                     | Spania           | 2    |
| Lukas Podolski (Germania)         | Germaniei        | 2    |

## Omul meciului
| Locul | Nume                            | Echipa        | Premii | Împotriva                                                          |
| ----- | ------------------------------- | ------------- | ------ | ------------------------------------------------------------------ |
| 1     | Wesley Sneijder (Țările de Jos) | Țările de Jos | 4      | v Uruguay (SF), v Brazilia (SFF), v Japonia (MG), v Danemarca (MG) |
| 2     | Andres Iniesta (Spania)         | Spania        | 3      | v Țările de Jos (FI), v Paraguay (SFF), v Chile (MG)               |
| 2     | Keisuke Honda (Japonia)         | Japonia       | 3      | v Paraguay (OF), v Danemarca (MG), v Camerun (MG)                  |
| 2     | Cristiano Ronaldo (Portugalia)  | Portugalia    | 3      | v Brazilia (MG), v Coreea de Nord (MG), v Coasta de Fildeș (MG)    |
| 2     | Diego Forlán (Uruguay)          | Uruguay       | 3      | v Ghana (SFF), v Africa de Sud (MG), v Franța (MG)                 |
| 6     | Vincent Enyeama (Nigeria)       | Nigeria       | 2      | v Argentina (GM), v Grecia (MG)                                    |
| 6     | Park Ji-Sung (Coreea de Sud)    | Coreea de Sud | 2      | v Nigeria (MG), vs Grecia (MG)                                     |
| 6     | Landon Donovan (Statele Unite)  | SUA           | 2      | vs Algeria (MG), v Slovenia (MG)                                   |
| 6     | Róbert Vittek (Slovacia)        | Slovacia      | 2      | vs Italia (MG), v Noua Zeelandă (MG)                               |
| 6     | Asamoah Gyan (Ghana)            | Ghana         | 2      | v Serbia (MG), v Australia (MG)                                    |
| 6     | Luis Suárez (Uruguay)           | Uruguay       | 2      | vs Coreea de Sud (OF), v Mexic (MG)                                |
| 6     | Thomas Müller (Germania)        | Germania      | 2      | v Anglia (OF), v Uruguay (FM)                                      |
| 6     | Xavi (Spania)                   | Spania        | 2      | v Germania (SF), v Portugalia (OF)                                 |

## Stadioane
| Stadion                      | Oraș           | Capacitate | Meciuri jucate | Prezență total | Media de spectatori per meci | Media de spectatori la % din capacitate | Goluri marcate total | Media de goluri marcate per meci | Altitudine        |
| ---------------------------- | -------------- | ---------- | -------------- | -------------- | ---------------------------- | --------------------------------------- | -------------------- | -------------------------------- | ----------------- |
| Stadionul Cape Town          | Cape Town      | 64.100     | 8              | 507340         | 63,418                       | 98.9                                    | 22                   | 2.75                             | 0 (nivelul mării) |
| Stadionul Ellis Park         | Johannesburg   | 55.686     | 7              | 372843         | 53,263                       | 95.7                                    | 19                   | 2.71                             | 1753 m            |
| Stadionul Free State         | Bloemfontein   | 40.911     | 6              | 196823         | 32.804                       | 80.2                                    | 14                   | 2.33                             | 1400 m            |
| Stadionul Loftus Versfeld    | Pretoria       | 42.858     | 6              | 234092         | 39.015                       | 91.0                                    | 11                   | 1.83                             | 1214 m            |
| Stadionul Mbombela           | Nelspruit      | 40.929     | 4              | 143492         | 35.873                       | 87.6                                    | 9                    | 2.25                             | 660 m             |
| Stadionul Moses Mabhida      | Durban         | 62.760     | 7              | 434631         | 62.090                       | 98.9                                    | 14                   | 2.00                             | 0 (nivelul mării) |
| Stadionul Nelson Mandela Bay | Port Elizabeth | 42.486     | 8              | 285643         | 35.705                       | 84.0                                    | 16                   | 2.00                             | 0 (nivelul mării) |
| Stadionul Peter Mokaba       | Polokwane      | 41.733     | 4              | 139436         | 34.859                       | 83.5                                    | 5                    | 1.25                             | 1310 m            |
| Stadionul Royal Bafokeng     | Rustenburg     | 38.646     | 6              | 193697         | 32.283                       | 83.5                                    | 14                   | 2.33                             | 1500 m            |
| Soccer City                  | Johannesburg   | 84.490     | 8              | 670809         | 83.851                       | 99.2                                    | 21                   | 2.63                             | 1753 m            |
| Total                        | Total          | 3422868    | 64             | 3178856        | 49,670                       | 92.9                                    | 145                  | 2.27                             |                   |

## Victorii și înfrângeri
- Cele mai multe victorii: 6 — Spania, Țările de Jos
- Cele mai puține victorii: 0 — Algeria, Camerun, Franța, Honduras, Italia, Coreea de Nord, Noua Zeelandă, Nigeria
- Cele mai multe înfrângeri: 3 — Camerun, Coreea de Nord
- Cele mai puține înfrângeri: 0 — Noua Zeelandă
- Cele mai multe egaluri: 3 — Noua Zeelandă,
- Cele mai puține egaluri: 0 — Argentina, Camerun, Chile, Danemarca, Germania, Grecia, Coreea de Nord, Țările de Jos, Serbia, Spania
- Cele mai multe puncte în faza grupelor: 9 — Argentina, Țările de Jos
- Cele mai puține puncte în faza grupelor: 0 — Camerun, Coreea de Nord